# Drachenorden

Ordenskreuz

Der Drachenorden (lateinisch Societas Draconistarum, italienisch Ordine del Drago[ne], ungarisch Sárkány Lovagrend, rumänisch Ordinul Dragonului, serbisch Витешки ред змаја Viteški red zmaja, bulgarisch Орден на Дракона Orden na Drakona) war ein am 12. Dezember 1408 gegründeter katholischer Ritterorden, der jedoch auch orthodoxe Herrscher aufnahm. Der Stiftungstag könnte auch mit einem Jahrestag der Krönung des Gründers, Sigismund von Luxemburg, zum König von Ungarn (im Jahr 1387) zusammengefallen sein.
Er wurde auch als Orden des besiegten Drachen, Orden des überwältigten Drachen oder Orden des niedergestürzten Drachen bezeichnet. In den Urkunden sind diese Namen nicht zu finden. Allgemein wird er nur Drachenorden oder Orden der Drachenritter (Societas nostra Draconica seu Draconitarum) oder Ung[a]rischer Drachenorden genannt.

## Einführung

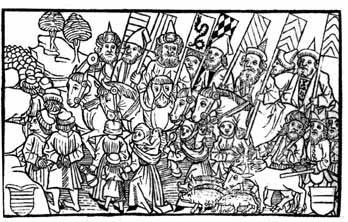
Kaiser Sigismunds Ordensritter

Der Orden wurde durch den nachmaligen Kaiser Sigismund, der seit 1387 König von Ungarn war, und seine zweite Frau Barbara von Cilli am 12. Dezember des Jahres 1408 ins Leben gerufen. Vorbild war der 1326 von Karl I. von Ungarn gegründete Sankt-Georg-Ritterorden.
Als Schutzpatrone des Ordens galten der Drachentöter Georg und die Heilige Margit von Antiochia. Margit soll Legenden nach vom Teufel in Gestalt eines Drachen heruntergeschluckt worden sein, aber mit Gottes Gnade ohne Verletzungen aus dem Magen des Drachen entkommen sein.
Das Symbol des Ordens war der Drache, der seinen Schwanz um den Hals geschlungen hatte (Ouroboros). Das Ordenssymbol wurde direkt auf der Kleidung in Form eines Hals- oder Schulterschmucks getragen. Ab 1418 bis zum Tode Sigismunds erhielt das Symbol den zusätzlichen Schriftzug „O quam misericors est Deus justus et pius“ („Oh wie barmherzig ist Gott, wie gerecht und fromm“). Sigismund ließ sich mit einem goldenen Drachen um den Hals in Großwardein beerdigen. Im Laufe der Jahrhunderte änderte sich oftmals das Symbol, der Drache und das Kreuz blieben jedoch immer ein Bestandteil. Ursprünglich war es ein rotes Kreuz auf silbernem Hintergrund, aufgenäht auf einem schwarzen Hintergrund.
Die Ritter des Ordens verpflichteten sich, das Christentum zu verteidigen.

## Geschichte

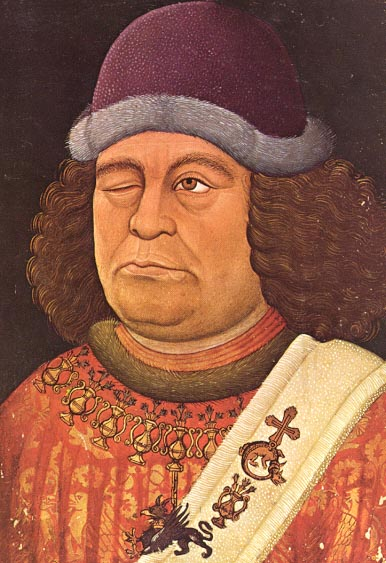
Oswald von Wolkenstein mit dem Insigne des Drachenorden oben auf der Schärpe – Porträt aus der Innsbrucker Handschrift von 1432 (Liederhandschrift B)

Rekonstruktion des Symbols des Ordens (I) basierend auf einer Stickerei im Bayerischen Nationalmuseum München, Inv.-Nr. T 3792

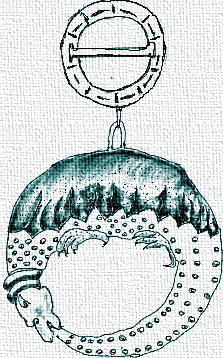
Rekonstruktion des Symbols (II)

Wappen Stefan Lazarevićs, umgeben vom Insigne

Zahlreiche politisch und militärisch einflussreiche Persönlichkeiten waren zur Einführung des Ordens anwesend, unter anderem Stefan Lazarević (Serbien), Nicolae von Gara, Stibor von Stibericz, Pipo von Ozora, der Ban von Severin.
Auf dem Reichstag zu Nürnberg erweiterte Sigismund von Luxemburg, König von Ungarn die Ränge des Ordens, zum Beispiel mit dem Dichter Oswald von Wolkenstein und Vlad II., Fürst der Walachei, der den Beinamen Dracul als Zeichen seiner Angehörigkeit zum Drachenorden erhalten haben soll. Andere Mitglieder schworen zwar nicht auf die Loyalität des Ordens, waren aber Verbündete, so z. B. Władysław II. Jagiełło (König von Polen), Vytautas der Große (Großfürst von Litauen), Heinrich V. (König von England) und Brunoro della Scala (nomineller Reichsvikar von Verona und Vicenza; † 1437). Ein weiteres bekanntes Ordensmitglied war Alfons V. von Aragón. Ernst der Eiserne von Österreich und der römisch-deutsche König Albrecht II. sollen dem Drachenorden ebenfalls angehört haben.
Als führende Familien des Ordens galten die Gara und die Grafen von Cilli. Ihr Engagement galt der Loyalität der königlichen Familien und deren Freunde zum Orden. Das Gesetz des Ordens wurde von Bischof Eberhard von Oradea, Kanzler des ungarischen Gerichts, ausgearbeitet. Dieses Gesetz ist in einer Kopie von 1707 und in einer ungarischen Ausgabe von 1841 erhalten. Analysen ergaben, dass der Auftrag des Drachenordens (symbolisiert durch tortuosi draconi, übernommen vom St.-Georgs-Orden) der Kampf gegen heidnische Armeen und Hussiten außerhalb orthodoxer Gemeinschaften war. Hiernach hatte der Schutz des Königs und seiner Familie durch ungarische Adelskreise die höchste Priorität. Zu Lebzeiten Sigismunds erlaubte die Mitgliedschaft in diesem Orden politischen Zugang zu Ungarn und seinem König.
Das Kreuz des Drachenordens wechselte bei Vlad II. Dracul 1437 vom lateinischen Kreuz zum ungarischen Doppelkreuz, dem Patriarchenkreuz. Vlad personalisierte die Symbolik aus Psalm 91: Auf Löwen und Ottern trittst du, Junglöwen und Schlangen trittst du nieder. Sie stand für die Bemühungen Vlads II. um den Sieg der christlichen Welt über das Osmanische Reich. Er ließ während seiner Regierungszeit Münzen mit seinem Abbild und mit dem Symbol des Drachen auf der Rückseite prägen. Auch hielt das Ordenssymbol auf vielen Familienwappen seiner Zeit Einzug. Mit der Zeit nahm die Bedeutung des Drachenordens ab.

## Sonstiges
Der Sohn Vlads II., ebenfalls Ordensritter, erhielt den Beinamen Drăculea. Die latinisierte Form Dracula soll den irischen Schriftsteller Bram Stoker zum Titel des gleichnamigen Romans inspiriert haben.
Der Alte Orden vom St. Georg führt sich auf den Drachenorden zurück.

### Darstellungen
- Th. v. Bogyay: Artikel Drachenorden. In: Lexikon des Mittelalters, Band 3, München 1986, ISBN 3-7608-8903-4, S. 1346.
- Wladyslaw Kuzdrzal-Kicki: Der Drachenorden: Genese, Gründung und Entartung. Dokumentation und Schlußfolgerungen. Bd. 1, München 1978, ISBN 3-921513-15-4.
- Georg Janesch-Troll/Hans Mendgen (Hrsg.): Marienburg im Burzenland: Zur Geschichte der einstigen Ritterorden-Gemeinde in Siebenbürgen. Bielefeld 1987, ISBN 3-7694-0419-X.
- Ralf-Peter Märtin: Dracula, Das Leben des Fürsten Vlad Tepes. Neuausgabe der ersten Auflage, Berlin 2004, ISBN 3-8031-2396-8.
- Abbildung und Beschreibung aller Ritterorden in Europa, Reprint der Orig.-Ausg. Augsburg 1792, Holzminden 1999?, ISBN 3-8262-1807-8.